# Гай Антисций Вет (консул 23 г.)
Вижте пояснителната страница за други личности с името Гай Антисций Вет.
Гай Антисций Вет (на латински: Gaius Antistius Vetus) e политик, сенатор и консул на ранната Римска империя.
Произлиза от фамилията Антисции и е син на Гай Антисций Вет (консул 6 пр.н.е.) и внук на Гай Антисций Вет (суфектконсул 30 пр.н.е.). Той е брат на Луций Антисций Вет (суфектконсул 28 г.).
През 20 г. той е претор urbanus. През 23 г. e консул заедно с Гай Азиний Полион. Суфектконсул става Гай Стертиний Максим. След това е curator riparum et alvei Tiberis (завеждащ поддръжката на брега и дъното на река Тибър).
Антисций Вет е женен за Сулпиция Камерина, дъщеря на Сулпиций Камерин (консул 9 г.). Неговите синове са Гай Антисций Вет (консул 50 г.), Камерин Антисций Вет (суфектконсул 46 г.) и вероятно Луций Антисций Вет (консул 55 г.).